# Kloster Mallersdorf
Das Kloster Mallersdorf  ist ein ehemaliges Kloster der Benediktiner und heutiges Mutterhaus der Armen Franziskanerinnen von der Heiligen Familie in Mallersdorf in Bayern in der Diözese Regensburg.

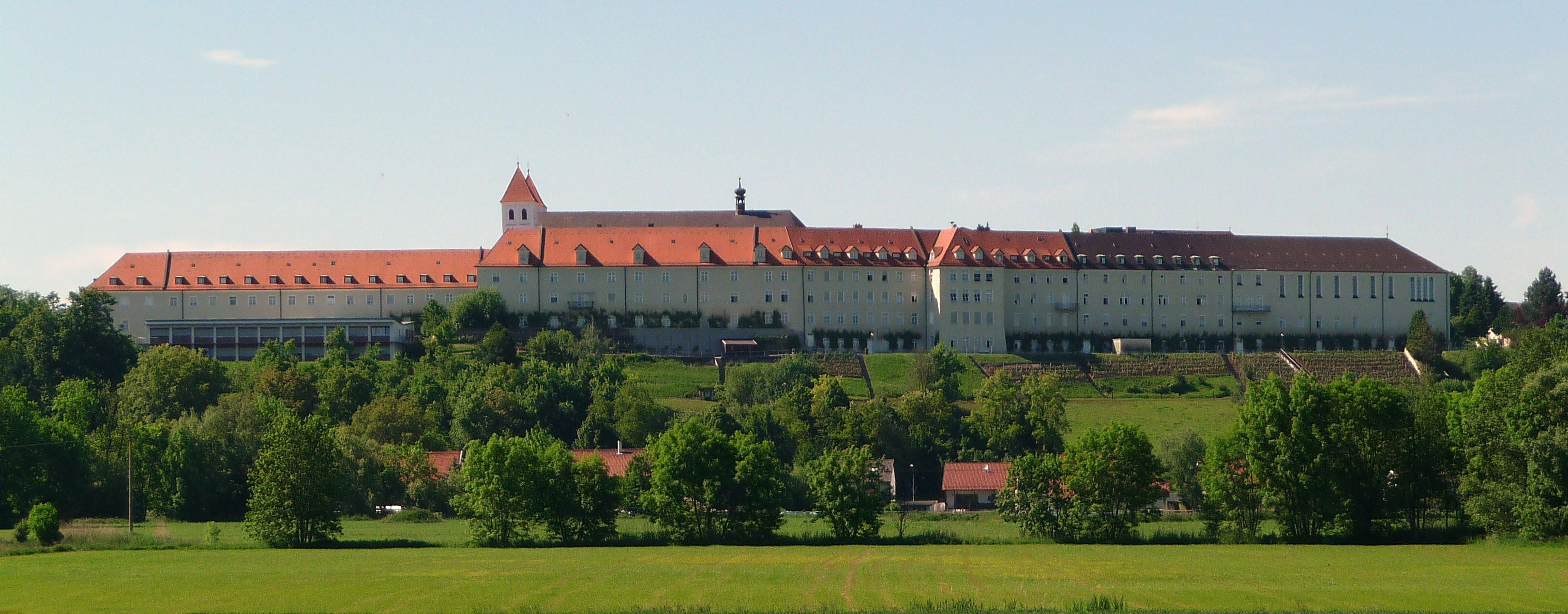
Blick auf Kloster Mallersdorf

## Geschichte

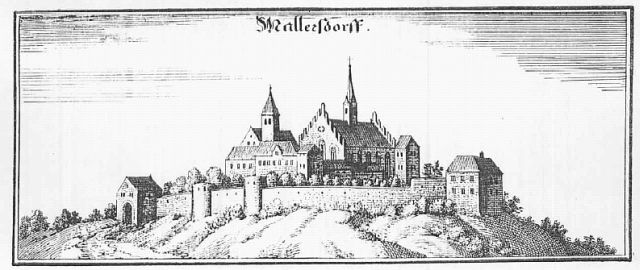
Kupferstich in der „Topographia Germaniae des Matthaeus Merian“ um 1644

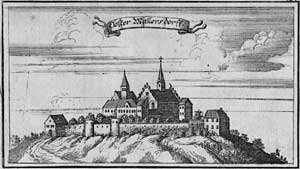
Stich des Klosters aus dem „Churbaierischen Atlas“ des Anton Wilhelm Ertl 1687

Das St. Johannes Evangelist geweihte Kloster wurde 1107 von Heinrich von Kirchberg, einen Ministerialen des Reichsstifts Niedermünster in Regensburg gegründet, als Religiose aus dem Bamberger Kloster Michelsberg – oder vielleicht doch aus St. Emmeram in Regensburg – die Neugründung besiedelten. 1109 weihte Bischof Hartwig die Johanneskapelle, die bereits zuvor von Bischof Wolfgang geweiht worden war, als erste Klosterkirche von Mallersdorf neu.
Reformeinflüsse von St. Georgen und Hirsau waren unter Abt Eppo (1122–1143) wirksam. In dieser Zeit wurde die Kommunität Eigenkloster des Bamberger Reformbischofs Otto I. und dem apostolischen Schutz durch Papst Innozenz II. (1130–1143) unterstellt (1131/39). Abt Eppo löste 1136 das wohl bis dahin in Mallersdorf existierende Doppelkloster (als Männer- und Frauengemeinschaft) auf, der Frauenkonvent siedelte ins benachbarte Eitting (Gemeinde Laberweinting).
Romanische Kirchenbauten im 12., eine religiöse Blütezeit im 13. und die Kastler Reform im 15. Jahrhundert prägten das spätere Mittelalter. Die Abtei stand um die Mitte des 16. Jahrhunderts am Rand einer Auflösung. Eine Konsolidierung der Lage des Klosters brachte die Übersiedlung der Mönche der 1595 durch Papst Clemens VIII. aufgehobenen Benediktinerabtei Ebersberg. Unter dem Abt Anton Schelshorn (1665–1695) entstand in Mallersdorf die zentrale Ausbildungsstätte der Bayerischen Benediktinerkongregation. Im 18. Jahrhundert erlebte das Kloster noch einmal eine kulturelle, wissenschaftliche und religiöse Blütezeit. Sie fand ihren Ausdruck in der Neugestaltung der Klosterkirche, die mit der Errichtung des künstlerisch herausragenden Hochaltars des Münchner Bildhauers Ignaz Günther ihren Höhepunkt fand. Das Thema des Altarauszugs entnahm Günther der Offenbarung des Johannes. Abgebildet ist die Erscheinung des Apokalyptischen Weibes, bekleidet mit der Sonne und einer Krone aus zwölf Sternen und ausgestattet mit Adlerflügeln. Sie flieht vor dem siebenköpfigen Drachen, der von Erzengel Michael mit seinem flammenden Schwert besiegt wird.
Weitere bedeutende Künstler, die an der Gestaltung der Kirche mitwirkten, waren Mathias Obermayr (Altäre), Martin Speer (Altarbilder), Christian Jorhan d. Ä. (Skulpturen an Kanzel und Orgel), Johann Adam Schöpf (Deckenfresko im Chor; 1741) und Matthias Schiffer (Deckenfresko im Kirchenschiff).
Bemerkenswert ist ebenfalls die Orgel (III/P/35), die 1985 von der Schweizer Orgelbauwerkstatt Matthis im barocken Stil erbaut wurde.
Die von Mönchen geführte Lateinschule im Kloster auf dem Johannisberg genoss einen vorzüglichen Ruf. 1803 wurde das Kloster im Zuge der Säkularisation in Bayern aufgelöst. Die Güter wurden versteigert, die Klostergebäude ab 1807 als Amtsräume der Bezirksbehörden und als Dienstwohnungen genutzt.
Seit 1869 leben Schwestern einer Franziskanerinnen-Kongregation, der Ordensgemeinschaft Arme Franziskanerinnen von der Heiligen Familie, im Kloster Mallersdorf. Sie betreiben dort heute eine Klosterbrauerei, die pro Woche ca. 60 Hektoliter Bier braut. Das Kloster unterhält ferner die Fachakademie für Sozialpädagogik der Armen Franziskanerinnen Mallersdorf. Außerdem gibt es dort die nach dem Gründer der Gemeinschaft benannte Nardini-Realschule.
Im August 2014 wurde berichtet, dass Schwester Doris Engelhard, eine Nonne der Abtei und zertifizierte Braumeisterin, die letzte bierbrauende Nonne in Europa ist. Sie braut seit über 40 Jahren Bier in der Abtei. Das Brauen in der Abtei wurde 1881 wiederbelebt. An den Brautagen ist sie vom Morgengebet befreit und beginnt um 3.30 Uhr mit der Arbeit im Brauhaus der Abtei. Je nach Jahreszeit braut Schwester Doris einen Maibock, einen Doppelbock, einen dunklen Zoigl oder ein kupferfarbenes Vollbier (Lagerbier).

## Äbte, Administratoren von Mallersdorf

### Äbte und Administratoren
- Burkard (1109–1122)
- Eppo von St. Georgen (1122–1143)
- Emicho (1143–1157)
- Otto (–1172)
- Heinrich I. (1180, –1194)
- Adelhoch (1194–1206)
- Dietrich (1206–1226)
- Gerung
- Meinwart
- Ulrich I. (–1261)
- Heinrich II. (1261–1273)
- Benedikt I. (–1279)
- Hermann I. (1279–1286)
- Heinrich III. (1286–1295)
- Berthold I. Vilser (1295–1301)
- Rudiger (1301–1320)
- Bernhard (1320–1327)
- Ulrich II. Hintzheimer (1327–1352)
- Konrad von Ellenbach (1353–1356)
- Hermann II. (1356–1370)
- Berthold II. (1370–1380)
- Heinrich IV. Neumarkter (1380–1390)
- Heinrich V. Braitenacher (1391–1406)
- Friedrich von Haindling (1406–1410)
- Michel (1410–1413)
- Peter I. Grumad (1413–1419)
- Johann I. Seetaler (1420–1424)
- Michael I. Bogenhauser (1424–1442)
- Peter II. Marschalk (1443–1446)
- Johann II. Wenderer (1447–1464)
- Andreas I. Müllich (1464–1476)
- Erasmus I. Perfelder (1476–1495)
- Michael II. Eckhart (1495–1518)
- Erasmus II. Haunsperger (1518–1538)
- Matthias Diernhofer (1538–1545)
- Johann III. Chrysostomus Hirschpeck (1545–1548)
- Gregor Labermayr (1548–1556)
- Wolfgang Hueber (1556–1570)
- Paulus Röhrl (1571–1573)
- Erasmus Hösl (1573–1580)
- Markus Besch (1580–1587)
- Paulus Klocker (1587–1602)
- Eustach Sturm (1602–1619)
- Georg Eiszepf (1619–1630)
- Andreas Pichler (1630–1631)
- Benedikt II. Wolf (1631–1661)
- Roman Edstadler (1661–1665)
- Anton Schelshorn (1665–1695)
- Maurus I. Kübeck (1695–1723)
- Korbinian Stange (1723–1732)
- Heinrich VI. Widmann (1732–1758)
- Heinrich VII. Madlseder (1758–1779)
- Gregor Schwab (1779–1795)
- Augustin Stielner (1795–1801)
- Maurus II. Deigl (1801–1803)

### Generaloberinnen
- M. Anastasia Glück (1869–1871)
- M. Hieronyma Eder (1871–1903)
- M. Adolfina Nitzl
- M. Concordia Lehmeier (1953–)
- M. Salesia Eder (–1983)
- M. Ignatia Lautenbacher (1983–1995)
- M. Marion Schnödt (1995–2007)
- M. Hiltrud Baumer (2007–2013)
- M. Jakobe Schmid (seit 2013)

## Außenstellen
Die Schwestern sind in ihrer Arbeit nicht nur auf Mallersdorf beschränkt. Die Ordensgemeinschaft der Mallersdorfer Schwestern erfüllt ihren sozialen Auftrag in rund 250 Einrichtungen in Bayern, Rheinland-Pfalz und Südafrika.
So waren beispielsweise in Memmingen von 1890 bis 2007 die Schwestern in einem Kinderheim tätig. Ebenso wurde von 10. Dezember 1888 bis zum 9. Juni 1984 das Krankenhaus Fridolfing durch die Mallersdorfer Schwestern betrieben.
Von 1892 bis 2020 waren ununterbrochen Mallersdorfer Schwestern in der Priesterausbildung der Erzdiözese München und Freising tätig, zunächst am Freisinger Domberg, dann seit 1983 in der Klausur im Priesterseminar in der Georgenstraße.

## Gebäude

### Brauerei
Im Kloster Mallersdorf wird bis heute eine Hausbrauerei betrieben, in der Schwester Doris Engelhard seit über zwanzig Jahren als eine der wenigen Braumeisterinnen in Deutschland tätig ist. Gegründet wurde die Brauerei im Jahre 1623. Der Jahresausstoß beträgt etwa 3000 Hektoliter. Zu den Biersorten zählen ein helles Vollbier, ein ungefiltertes Zoigl, ein heller Bock und ein Doppel-Bock.
Bis 1990 hatte das Kloster eine eigene Mälzerei.

## Sonstiges
Der ehemalige Regensburger Bischof Manfred Müller verlebte im Kloster Mallersdorf seinen Ruhestand und starb dort am 20. Mai 2015.